# محترف شبابيك للفن المعاصر
محترف شبابيك للفن المعاصر هو مركز فني ثقافي غير ربحي يقع في مدينة غزة، تأسس عام 2003 على يد مجموعة من الفنانين الفلسطينيين، منهم شريف سرحان وماجد شلا وباسل المقوسي. يهدف المحترف إلى دعم وتطوير الفنون البصرية المعاصرة في قطاع غزة، وتوفير مساحة للإبداع والتدريب للفنانين المحليين.

## التأسيس والتطور
بدأت فكرة "شبابيك" كمبادرة فنية تجمع الفنانين في الأماكن العامة في غزة، مثل مقهى "الكروان" الشعبي. وفي عام 2009، تحولت المبادرة إلى مؤسسة رسمية تحت اسم "محترف شبابيك للفن المعاصر"، لتصبح أول مساحة متخصصة في الفنون البصرية المعاصرة في غزة.

## الأنشطة والبرامج
ينظم المحترف معارض جماعية وفردية، وورش عمل تدريبية، وإقامات فنية، إضافةً إلى منح إنتاجية للفنانين الشباب. من أبرز المعارض: "مقارنات تأملية"، الذي استقطب أكثر من 15 ألف زائر.

## التحديات والاستهداف
تعرّض محترف شبابيك للاستهداف مرتين من قبل الاحتلال الإسرائيلي، الأولى في ديسمبر 2023 والثانية في أوائل 2024، مما أدى إلى تدمير أجزاء كبيرة من المبنى وفقدان العديد من الأعمال الفنية.

## التعاونات والدعم
يحظى محترف شبابيك بدعم من مؤسسات مثل مؤسسة عبد المحسن القطان، وساهم في تقديم منح إنتاجية للفنانين الفلسطينيين وتنظيم معارض دولية في دول مثل إيطاليا وأيرلندا، لنقل رسالة الفن الفلسطيني إلى العالم.